# Dalbergia saxatilis
Dalbergia saxatilis är en ärtväxtart som beskrevs av Joseph Dalton Hooker. Dalbergia saxatilis ingår i släktet Dalbergia, och familjen ärtväxter. Inga underarter finns listade i Catalogue of Life.